# شيفرة الإكراه
شيفرة الإكراه هي نداء استغاثة خفي يستخدمه الفرد لتحذير الآخرين  في حال أرغمه شخص عدائي أو أكثر على فعل ما رغم إرادته. وعادةً ما يُقدم التحذير عبر إشارات غير ضارة مضمنة في التواصل الطبيعي، كلفظ اسم حركي أو عبارة أثناء المحادثة لتنبيه الموظفين الآخرين. وبالإضافة إلى ذلك، قد تدرج الإشارة ضمن عملية التوثيق نفسها، وتكون عادة على صورة كلمة مرور ذعر أو استغاثة أو رمز الإكراه الشخصي، ويمكن تمييزها عن كلمات المرور ورموز التعريف الشخصية الطبيعية، وغالبًا ما تحقق هذه المفاهيم المرتبطة بإنذار الذعر لنتيجة نفسها.

## الاستخدام المدني
تحتوي بعض أنظمة الإنذار المنزلية وغيرها رموز استغاثة، إذ تُستبدل فيها آخر خانتين من رمز إعادة الضبط، وعند إدخال الشيفرة تحت إكراه شخص عدائي، ينطلق إنذار صامت يحذر الشرطة أو موظفي الأمن بطريقة خفية. ولا يخلو تطبيق هذه الخاصية من بعض الجدل، إذ زُعم بأنه يؤدي أحيانًا إلى بلاغات كذابة. في عام 2010، اقتُرح استخدام آلية رمز الأمان في أجهزة الصراف لدى البنوك وهي مشابهة لشيفرة الإكراه، وأصدرت هيئة التجارة العالمية تقريرًا يدرس فعالية استخدام هذه الآليات، فأشارت إلى أن رموز الاستغاثة لم تُضمّن قط في آلات صرف النقود، واستنتجت أن تكاليف تدشين هذه الفكرة تفوق إمكانية منع النشاط الإجرامي.
في حال استعمال الشيفرة لإطلاق إنذار صامت، قد يطلب الطرف المعادي رمز الاستغاثة مقدمًا لضمان إدخال الرمز المعدل بدلًا من الصحيح. لكن في حال عدم معرفة الخصوم بالرمز الصحيح، فقد يختارون بين شيفرتين محتملتين تسمح أحداهما بالنجاح بنسبة خمسين بالمئة أثناء محاولة الإدخال.
إن استخدام كلمة مرور ذعر واحدة أمر غير كافٍ، ففي بعض الأحيان تُستعمل كلمات مرور أخرى في تقييد الوصول بدلًا من افتعال تنبيه، وفي حال معرفة الطرف المعادي للنظام وهو فرض شائع، سيُرغم المستخدم على استعمال كلمتي مرور مختلفتين ليتمكن من الوصول في أحد المحاولتين على الأقل. ولذلك، اقتُرحت أنظمة أمان أكثر تعقيدًا من كلمات مرور الذعر.
وفي الحالات التي يمكن التواصل الشفوي خلالها مع العائلة أو صديق، يمكن استعمال عبارة خفية للإشارة إلى الإرغام، فمن المحتمل أن يسمح الخاطف للمختطف باستخدام هاتفه النقال (للحصول على رمز مثلًا) ما يمثل فرصة محدودة لاستعمال شيفرة الإكراه، وذلك لأن المُحتجز غالبًا ما يراقب تلك المحادثات، ويحرص على أن تكون دقيقة وقصيرة. يجب أن يُتفق على استعمال شيفرة إكراه قبل حدوث الموقف، وبالتالي يحصل فرد العائلة أو الصديق على دليل موثوق على حدوث مكروه ما، فلا يترك السلطات في موضع تخمين في حال إخطارها بذلك. تشتمل الأمثلة على السؤال عن شخص أو شيء غير موجود، ويستطيع الشخص أن يستعمل عبارة «على ماذا ينبح سيندي؟» في حال كان للكلب اسم آخر أو أنه غير موجود. مثال آخر يوجد في الحكايات المدنية الحديثة، وهو أن يتصل الشخص بالطوارئ متظاهرًا بطلب البيتزا.
علاوة على شيفرة الإكراه، يوجد ما يُعرف بإجراء الإكراه؛ قد يتضمن ذلك أن يسحب الشخص المُكره المال من الصراف باستخدام بطاقة ائتمانية معينة بدلًا من بطاقة الصراف، إذ تسمح العديد من شركات بطاقات التأمين بإطلاق تنبيهات البريد الإلكتروني في حال حدوث نشاط ما. لكن توجد مسائل تقنية تثير بعض المشاكل مثل التأخر في الإخطار، وتوافر الشبكة الخليوية وحقيقة اكتشاف حدوث الإجراء دون المقدرة على تحديد الموقع.
تعمد المطارات المدنية والتجارية إلى استخدام شيفرة 7500 في أجهزة الإرسال والاستقبال كنداء استغاثة يدل على الاختطاف. يوجد أيضًا بين الخطوط الجوية شيفرة شفوية تدل على لفظ الخطف.

## الاستخدام العسكري
استخدم عملاء السلطة التنفيذية البريطانية للعمليات الخاصة شيفرة إكراه عبر الهاتف أثناء الحرب العالمية الثانية في أوروبا المحتلة، وتضمنت منح إجابة مشفرة أثناء تحقق شخص من ملائمة زيارة مخبأ. وفي حال كانت زيارته آمنة، تكون الإجابة «لا، أنا مشغول جدًا» وفي حال تعرض المخبأ للاختراق (على سبيل المثال، احتله النازيون وأجبروا المحتجزين على إجابة الهاتف تحت تهديد السلاح لاستدراج عملاء آخرين من شبكة السلطة التنفيذية للعمليات الخاصة) فيجب على العميل المحتجز أن يقول «نعم، تعالوا هنا» للتنبيه على الاستيلاء على المخبأ، عندئذ ينهي العميل الآخر المكالمة بسرعة ويبلغ أعضاء فريقه باتخاذ الإجراءات المناسبة. ويعني ذلك عادة استعمال طرق الهروب والمراوغة قبل أن تُعذب شرطة الغيستابو العميل المحتجز وترغمه على البوح بمعلومات تجريمية كالأسماء والعناوين.
في حادثة كبيرة أثناء الحرب الباردة في عام 1968، هاجمت قوات كوريا الشمالية سفينة الأسطول البحري الأمريكي، يو اس اس بوبلو واحتجزتها، وتعرض طاقم السفينة للعنف والتعذيب لأحد عشر شهرًا متتاليًا. وخلال تلك الفترة، استعمل الكوريون الطاقم الأمريكي لأغراض الترويج، إلا أن الطاقم أشار للوضع القسري بإعطاء إشارة «الإصبع» في الصور المُقدمة. واشتهر المُشير البحري، جيريمياه دينتون برمش كلمة «تعذيب» باستخدام شيفرة مورس خلال البث التلفازي الترويجي عندما احتجزته قوات فيتنام الشمالية.